# Fontarrón
Fontarrón es un barrio del distrito de Moratalaz, en Madrid. Limita al norte con los barrios de Media Legua y Vinateros, al sur con Numancia y Portazgo (Puente de Vallecas), al oeste con Estrella (Retiro) y al este con Pavones. Está delimitado al sur por la Avenida del Mediterráneo, al este por Fuente Carrantona, al oeste por la Avenida de Paz y al norte por Hacienda de Pavones y la Avenida de Moratalaz.

## Transportes

### Autobús
Dentro de la red de la Empresa Municipal de Transportes de Madrid, las siguientes líneas prestan servicio a este barrio:
| Línea | Terminales                         |
| ----- | ---------------------------------- |
| 8     | Legazpi – Valdebernardo            |
| 20    | Sol / Sevilla – Pavones            |
| 63    | Felipe II – Santa Eugenia          |
| 71    | Manuel Becerra – Puerta de Arganda |
| 100   | Moratalaz – Valderrivas            |
| 143   | Manuel Becerra – Villa de Vallecas |
| N8    | Cibeles – Pavones                  |